# Paola Krum
Andrea Paola Krum (Buenos Aires, 21 de junio de 1970) es una actriz, cantante y directora argentina.

## Biografía
Paola, hija de Raúl Krum y Teresita O’Donnell, es la hija mayor de cuatro hermanos y la única mujer. Comenzó a estudiar danza desde niña con Wasil Tupin y Merces Serrano, tenía la carrera de bailarina clásica definida, pero una lesión en su pierna a los 15 años cambió todos sus planes. Entonces consiguió un trabajo de cajera en Casa Tía, también estudió teatro, algo que quería hacer desde hacía tiempo pero que por su dedicación a la danza no había podido concretar. Entre sus maestros de teatro estuvieron Lito Cruz, Lorenzo Quinteros, Agustín Alezzo y Julio Chávez. Un golpe de suerte la llevó a protagonizar su primera obra Drácula, el musical. Desde entonces, sus clases de teatro y sus trabajos de cajera o moza en un bar se convirtieron en meses de giras por el interior. Por el enorme éxito de Drácula llegó la televisión, las reglas de juego le impusieron algunos golpes, sobre todo en su vida afectiva. Formó parte del elenco protagónico coral de Solo para parejas, posteriormente la llamaron para darle el protagónico en Inconquistable corazón. Al principio no estaba segura de aceptar ese papel pero Alejandro Romay como ella siempre lo recuerda con una sonrisa, sostuvo que la "obligó".

## Vida personal
En 2005 comenzó una relación con el actor Joaquín Furriel, a quien conoció durante su participación en la obra teatral El sueño de una noche de verano. Luego serían protagonistas de la telenovela Montecristo. En 2008 tuvieron una hija llamada Eloísa. Tras seis años de relación se separaron en 2011.

## Carrera
A los 19 años, se presentó al casting de Drácula, el musical de Pepe Cibrián Campoy y Ángel Mahler; donde fue elegida para el papel protagónico de Lucy, la obra se estrenó en agosto de 1991. Luego, consiguió el protagónico de la gitana Esmeralda, en El Jorobado de París (1993); obra de la misma dupla, Pepe Cibrián Campoy y Ángel Mahler. En 1994, trabajó en televisión, en Inconquistable corazón, en ese mismo año el director Oliver Stone la elige para que trabaje en la versión fílmica de la comedia musical Evita, posteriormente Stone queda al margen de la dirección del proyecto y además la producción tuvo que sortear algunos obstáculos por lo cual se pospone el proyecto. Llega en 1995 Por siempre mujercitas, luego El arcángel (1996), Alas, poder y pasión (1998), Cuatro amigas (2001), La cautiva (2001), 099 central (2002), Infieles (2002), La vida aquí (2003), Botines (2005), Mujeres asesinas (2005). Al tiempo que regresa con gloria al teatro con la obra Flores de acero (1996), en 1999 se embarca en Puck, sueño de una noche de verano también en representación teatral. En ese mismo año, debutó con un protagónico en cine como Ana, su personaje en la película Río Escondido, de Mercedes García Guevara. En teatro volvió a deslumbrar en musicales en la puesta en escena de Mi bella dama  (2000) papel por el cual ganó el premio ACE por su magnífica interpretación de la florista que se convierte en una dama. Un año después, apareció en Los monólogos de la vagina (2001) hasta llegar a Aplausos otra exitosa comedia musical que protagonizó en el año 2004. También en el año 2004, se estrenó para toda Latinoamérica la miniserie televisiva de HBO Epitafios donde interpretó a Laura Santini, la protagonista de un thriller psicológico que cosechó elogios en todo el mundo. Un año después regresó a las tablas con el clásico de Shakespeare: Sueño de una noche de verano (2005) transformada en Titania en el teatro General San Martín de Buenos Aires. En el año 2005, después de protagonizar el éxito mundial Epitafios y debido a su trabajo en la miniserie, Paola recibe una propuesta de la cadena Warner Bros. Television la cual rechaza por haber firmado previamente su contrato con Telefé para realizar la telenovela Montecristo. En el año 2006, Paola protagoniza Montecristo, que se convierte en un fenómeno social y en un gran éxito televisivo. Posteriormente, vendría una nueva experiencia teatral con la obra de Yasmina Reza Tres versiones de la vida (2007). Durante el año 2007, Paola fue elegida por el director Francis Ford Coppola para protagonizar la película Tetro, pero un hermoso acontecimiento en su vida impidió que pudiera realizarla: ella se enteraba de que estaba embarazada. Paola decide dedicarse unos años de lleno a la maternidad y regresa al trabajo en el año 2011; vuelve a la telenovela con El elegido, y por segunda vez consecutiva como protagonista junto a Pablo Echarri. En 2012, acepta encabezar el unitario Tiempos compulsivos de Pol-ka. Desde 2013, decide dedicarse al teatro protagonizando distintas obras, el 27 de julio de 2013 estrena en el teatro Picadero la obra Traición, el 8 de mayo de 2014 en el Teatro General San Martín El luto le sienta a Electra y el 13 de mayo de 2015 en el teatro Metropolitan La chica del adiós que se convierte en un éxito a pocos días de su estreno. El 25 de agosto de 2015, gana nuevamente el premio ACE como mejor actriz de comedia por su rol protagónico en La chica del adiós.
En 2018, dirigió la obra Las preciosas de Melisa Hermida para Microteatro. Superando con creces su primer desafío en la dirección de actores.
En 2019, dirigió a Julio César Fernández en la obra Qué cosa es el amor, que se estrenó en el teatro La comedia.
El 6 de abril de 2019, se volvió a subir al escenario encarnando a Nora en Después de casa de muñecas dirigida por Javier Daulte.

## Trabajos

### Teatro
| Año       | Obra                                   | Personaje | Teatro         |
| 1991-1992 | Drácula, el musical (Comedia Musical)  | Lucy      | Luna Park      |
| 1993      | El Jorobado de París (Comedia Musical) | Esmeralda | Luna Park      |
| 1996      | Flores de acero                        | Shelby    | Lasalle        |
| 1999      | Puck, sueño de una noche de verano     | Titania   | La Trastienda  |
| 2000      | Mi bella dama (Comedia Musical)        | Eliza     | El Nacional    |
| 2001      | Los monólogos de la vagina             |           | Paseo La Plaza |
| 2004      | Aplausos (Comedia Musical)             | Eva       | El Nacional    |
| 2005      | Sueño de una noche de verano           | Titania   | San Martín     |
| 2007      | Tres versiones de la vida              | Sonia     | Multiteatro    |
| 2013      | Traición                               | Emma      | El Picadero    |
| 2014      | El luto le sienta a Electra            | Electra   | San Martín     |
| 2015-2016 | La chica del adiós                     | Paula     | Metropolitan   |
| 2019      | Después de casa de muñecas             | Nora      | Paseo La Plaza |
| 2022      | Las Irresponsables                     | Nuria     | Teatro Astros  |
| 2023      | Me gusta                               | Martina   | Paseo La Plaza |

### Televisión
| Año       | Título                  | Personaje                           | Canal    |
| --------- | ----------------------- | ----------------------------------- | -------- |
| 1990      | Pacto de amistad        | Laura                               | Canal 9  |
| 1991      | Regalo del cielo        | Luciana Estrada                     | Canal 9  |
| 1991      | Amigos son los amigos   | Carolina                            | Telefe   |
| 1991      | Manuela                 | Enfermera                           | Canal 13 |
| 1993      | De carencia y decencia  | Lucía Caceres                       | Canal 9  |
| 1993      | María Sol               | Vanesa García                       | Canal 9  |
| 1993-1994 | Solo para parejas       | Paola                               | Canal 9  |
| 1994-1995 | Inconquistable corazón  | Mónica Sandoval                     | Canal 9  |
| 1995      | Alta comedia            | Paola "Ep: El minuto final"         | Canal 9  |
| 1995-1996 | Por siempre mujercitas  | Alejandra Morales                   | Canal 9  |
| 1996      | Los especiales de Doria | Victoria / Carla                    | Telefe   |
| 1997      | El árcangel             | Andrea "Andy" Blum                  | Telefe   |
| 1997      | El Rafa                 | Camila Bermúdez                     | Telefe   |
| 1998      | Alas, poder y pasión    | Cecilia Freyre                      | El Trece |
| 1999      | Muñeca brava            | Florencia Rizzo de Di Carlo/Miranda | Telefe   |
| 2001      | Cuatro amigas           | Sofía Quevedo                       | Telefe   |
| 2002      | 099 central             | Patricia Francese                   | El Trece |
| 2002      | Infieles                | Carola "Ep: El caso M"              | Telefe   |
| 2004-2009 | Epitafios               | Laura Santini                       | HBO      |
| 2005      | Botines                 | Sofía "Ep: Feliz año nuevo mi amor" | El Trece |
| 2005      | Mujeres asesinas        | Lisa "Ep: Lisa, la soñadora"        | El Trece |
| 2006      | Montecristo             | Laura Ledesma Saénz                 | Telefe   |
| 2011      | El elegido              | Mariana Estévez                     | Telefe   |
| 2012-2013 | Tiempos compulsivos     | Julieta Despeyroux                  | El Trece |
| 2017      | Quiero vivir a tu lado  | Verónica Petrucci                   | El Trece |
| 2019      | Otros pecados           | Verónica Fletcher "Ep: Las manos"   | El Trece |
| 2022      | El primero de nosotros  | Jimena Rauch                        | Telefe   |

### Cine
| Año  | Título                    | Personaje          | Notas                    | País                                     |
| ---- | ------------------------- | ------------------ | ------------------------ | ---------------------------------------- |
| 1998 | El faro                   | Sonia              | Debut en cine            | Bandera de Argentina · Bandera de España |
| 1999 | La venganza               | Yolanda «Yoli»     |                          | Bandera de Argentina                     |
| 1999 | Río escondido             | Ana Moreno         |                          | Bandera de Argentina                     |
| 2001 | Nada por perder           | Agustina de Romero |                          | Bandera de Argentina                     |
| 2001 | La cautiva                | María Heredia      |                          | Bandera de Argentina                     |
| 2003 | El séptimo arcángel       | Paula              |                          | Bandera de Argentina                     |
| 2003 | La vida aquí              | Ana                | Película para televisión | Bandera de España                        |
| 2005 | La suerte está echada     | Maribel            |                          | Bandera de Argentina                     |
| 2014 | Malvinas, 30 miradas      | Angelica           | Cortometraje de INCAA TV | Bandera de Argentina                     |
| 2016 | Teoría sobre las colonias | Victoria           | Cortometraje             | Bandera de Argentina                     |

### Participaciones especiales
- La Bella y la Bestia, función a beneficio (1999)[69]
- Teatrísimo: homenaje a Berta Singerman (2000)[70]
- The Solo (recita texto en el primer disco como solista de Nico Cota) (2002)[71]
- Amor Invisible (obra infantil, colabora poniéndole su voz a las canciones de la obra) (2003)[72]
- Teatrísimo: El tiempo es un sueño (2008)[73]
- Teatrísimo: Danza de verano (2009)[74]
- Viaje de Invierno (invitada especial, vuelve a cantar en público después de mucho tiempo en el espectáculo de Alejandro Tantanian) (2010)[75][76]
- Somos todas, mujeres en libertad (invitada especial, recita un poema) (2015)[77][78]

## Premios
| Año  | Premio          | Categoría                                    | Trabajo                     | Resultado |
| 1994 | Martín Fierro   | Actriz revelación (por protagónico en tv)    | Inconquistable Corazón      | Nominada  |
| 1997 | Martín Fierro   | Actriz protagónica de telenovela             | El Rafa                     | Nominada  |
| 1999 | Cóndor de Plata | Actriz revelación (por protagónico en cine)  | Río Escondido               | Nominada  |
| 2000 | ACE             | Actriz protagónica en comedia musical        | Mi Bella Dama               | Ganadora  |
| 2001 | Fundación Konex | Actriz de musical                            | Trayectoria última década   | Ganadora  |
| 2006 | Martín Fierro   | Actriz protagónica de telenovela             | Montecristo                 | Nominada  |
| 2009 | Martín Fierro   | Actriz protagónica de unitario y/o miniserie | Epitafios                   | Nominada  |
| 2011 | Martín Fierro   | Actriz protagónica de telenovela             | El Elegido                  | Nominada  |
| 2012 | Tato            | Actriz protagónica de unitario y/o miniserie | Tiempos Compulsivos         | Nominada  |
| 2014 | ACE             | Actriz protagónica en drama                  | El luto le sienta a Electra | Nominada  |
| 2015 | ACE             | Actriz protagónica en comedia                | La Chica del Adiós          | Ganadora  |
| 2019 | ACE             | Actriz protagónica en comedia                | Después de casa de muñecas  | Nominada  |
| 2023 | Martín Fierro   | Actriz protagónica en ficción                | El primero de nosotros      | Nominada  |